# 全修。
『全修。』（ぜんしゅう。）は、MAPPA制作による日本のテレビアニメ作品。2025年1月から3月まで、テレビ東京系列ほかにて放送された。アニメ業界を舞台とするオリジナルアニメ作品であり、タイトルは「オールリテイク」を意味するアニメ業界用語から取られている。

## あらすじ
幼いころからアニメーターを志していた広瀬ナツ子は、プロデビュー後すぐに頭角を現し、初監督作を大ヒットさせ、新進気鋭の天才監督として世間から注目されていた。次回作としてオリジナルの劇場ラブコメ作品『初恋 ファーストラブ』を任せられるが、恋愛経験のないナツ子は創作に行き詰まったまま、食中毒により死んでしまう。
気がつくとナツ子は異世界に転生していた。そこはアニメの道へ進むきっかけとなった映画『滅びゆく物語』の中だった。映画の物語では、その世界は謎の生物「ヴォイド」の侵攻により衰滅へと向かい、勇者「ナインソルジャー」たちも奮戦虚しく倒れていき、バッドエンドを迎えるはずだった。しかし、ナツ子が不思議な声に導かれて作画机に向かい、原画を描くとその絵が実体化して動き出し、度重なるヴォイドの出現を撃退する。かくしてナツ子は救世主として住民に迎えられ、ナインソルジャーと行動を共にすることになる。
ナインソルジャーのルーク、ユニオ、メメルン、QJは、ナツ子の特殊能力や言動に振り回されながらも、仲間として受け入れていく。また、物語の結末を知るナツ子の存在により、彼ら「キャラクター」たちの運命も映画とは異なる方向へ「修正」されていく。ルークのナツ子への興味は恋愛感情へと発展し、ナツ子は不意に訪れた初恋に戸惑う。
そんなナツ子の前に『滅びゆく物語』の監督、鶴山亀太郎が鳥の姿となって現れ、「何をやっても無駄だよ」と告げる。やがて、ナツ子の描いた絵の力を取り込んだヴォイドが街の最終防衛線を突破し、追い詰められた住人はナツ子を魔女として迫害する。絶望したルークは街の守護碑であるソウルフューチャーを破壊し、ラスボスの超空洞ヴォイドに変貌。ストーリーは原作映画の「全滅エンド」へ再修正される。
街や住民が消滅していく中、ナツ子は『滅びゆく物語』に夢中になった日々を思い返し、憧れであった勇者ルークの絵を描き続ける。そして、物語の終末のあと、新たに平和な世界が誕生するさまを見届けると、ルークに別れを告げ、再び現実世界へ戻っていく。
人として成長したナツ子は『初恋 ファーストラブ』を成功作として世に送り出し、次回作にも意欲を示す。そんなある日、街角でふとした瞬間、現実世界に現れたナインソルジャーたちとすれ違う。

## 登場人物

### 主要人物
広瀬ナツ子（ひろせ ナツこ）
声 - 永瀬アンナ
アニメ監督・アニメーターを職業とする22歳の女性。趣味は食べること。家族は登場しない。
好きなことに向かって猪突猛進する性格で、夢中になると周囲が見えなくなる。他人を信用しておらず、何事も自分でやった方が早いと思っている。
9歳の時に鶴山監督の映画『滅びゆく物語』を観て以来、作品にまつわるものを模写して画力を鍛え、監督の発言を実践し、ナツ子自身がアニメーターとして関わらなかったサーバルキャットマスクや移動戦士イクダスを速やかに描けるなど、彼女の人生は半ば鶴山監督の業績をトレースするもので、画のタッチも鶴山監督に似ている。監督の訃報にショックを受けた直後、ナツ子も鶴山監督同様に食中毒で世を去ってしまう。
アニメ界の巨匠になることが人生の目標だったため、恋愛には目もくれず、初恋がテーマの劇場アニメで監督と脚本を引き受けるものの、どれほどリサーチしても理解出来ず、書き進める事が出来ない。同僚から苦情が上がり遅延が心配される中、劇場アニメの絵コンテを描き切るまで髪を切らないと願掛けした結果、顔全体を覆うほどに前髪が伸びてしまった。
タップ（作画原稿を固定する道具。実は鶴山監督の遺品）を握りしめ『滅びゆく物語』の世界に転生。登場人物達からは最初は怪しまれたものの、ヴォイドの大群からユニオを助けたり、王国を攻めてきたヴォイドの空中部隊を殲滅した功績を称えられ、「アーニメーター」と呼ばれ王国内でナインソルジャーの一員として認められる。ルーク達が危機に陥るとタップが「描け。」とナツ子に呼びかけ、会社で使っていた作画デスクが現れ、猛スピードでナツ子が描き上げた原画が実体化する。能力の使用後は負荷として3日間ほど眠りについてしまう。
眼を瞑っても描けるルークの苦悩と変貌には9歳の時から胸を痛めて来た。戦いを通してルークとの交流を深めていったことと、『滅びゆく物語』で一番好きなキャラは誰だったかを改めて考え直した際に、ルークに対しての恋愛感情を発見。以降、ルークと会話する内に赤面するほど感情を昂らせている。
映画『滅びゆく物語』の隅々まで知り尽くしているが、自身の介入で映画に無い描写の増加を招き、第5話では映画に登場しない敵の撃退に失敗して左腕を失い掛け、第9話では自分が描いたキャラクターの特徴を写し取った複数のヴォイドに攻められ、作画デスクも破壊されて成す術を失った挙句にQJの自爆攻撃を目の当たりにして、模倣への恐れと焦燥感から何も描けなくなる。第10話ではタップが沈黙する中で「ヴォイドを呼び寄せているのはナツ子」というデマに煽られた住民から迫害され、ユニオと共にヴォイドに吸い込まれて消滅した。その後、ヴォイドの空間の中で「天才」と称された重圧と、死をもってそれから解放された事から意気消沈し、塞ぎこんでしまうが、同じ空間の中にいたユニオの言葉を受け、幼少から今までの人生の中でルークに救われてきた事を思い出し、今度はそのルークを自身が救うために再び立ち上がる。また、この際にタップの声の主が小学生の頃のナツ子であることが判明した。
最終話ではメメルンが開いたヴォイドの傷口からユニオと共に脱出。『超空洞ヴォイド』に変身したルークを救う為、ユニオとメメルンに護られながら勇者・ルーク・ブレイブハートを描いて立ち向かうも、超空洞ヴォイドの猛攻に耐え切れず、仲間たちが消滅していく中でたった一人になった所、復活したQJの檄を受け、身体が消えゆく中で『滅びゆく物語』の世界で交流を深め、恋愛感情を持ったルークを描ききり、『超空洞ヴォイド』に変身したルークを元の姿に戻すことに成功。さらに世界中に新たなソウルフューチャーを誕生させたことから、崩壊した街と消えていった人々を蘇らせ、『滅びゆく物語』そのものを全修する結果となった。
その後は消えゆく身体をルークに抱きしめられながら、彼に別れを告げて現実の世界に生還。『初恋 ファーストラブ』を無事に完成させ、その後の仕事もスタジオコンコンの面々ともコミュニケーションを取りつつ協力して作業を行うようになった。仕事の帰り、桜が咲く街道を歩くルークたちとすれ違い、物語は幕を閉じる。
現実世界に戻る際ユニオの折れた角を持ち帰り、髪留めとして使い続けている。転生時に着ていた紫色のパーカーはナップサックに作り替えている。ルーク達一行と道をはさんで互いに気付かずすれ違った際、ユニオの角は光っていた。
中学生のナツ子は大きくはないテレビで『滅びゆく物語』のDVDを見ており、視力が落ちたのか、この時期のみ眼鏡をかけている。高校生の頃アニメ研究会を手伝うため松本工芸美術大学（※架空）に通う場面があり、長野県在住と思われる。
鶴山亀太郎（つるやま かめたろう）
声 - 榊原良子
『滅びゆく物語』の監督であり、ナツ子の人生を決定付けた人物。急死したのち甲羅を持った鳥の姿に転生し、自身の物語を好き勝手に修正していくナツ子に付き纏う。
腕が翼に変わっても「翼を得た」と言って現実世界への未練を口にせず、両翼で素早く絵を描き、ストップウォッチで会話の尺を計っている。
自身が作った物語を多く改変した事から、自分を憧れの対象とするナツ子に対しては冷酷であり「どれだけ修正したとしても、結末は変わらない」と告げて姿を消した。ただその後も飛び去る影だけは描かれている。
最終話でナツ子が『滅びゆく物語』を全修した際には、「ハッピーエンドだけがエンタメだと思うなよ」と言葉を残し、何処かへと飛び去って行った。

### 映画『滅びゆく物語』の登場人物
ルーク・ブレイブハート
声 - 浦和希
映画の主人公であり、ナインソルジャーの中心的存在。光の国出身の18歳の男性。趣味は料理。初恋は未経験。
映画内では伝説の勇者として登場する。勇者の家系に生まれ、幼い頃から戦闘訓練を積んできた。両親は他界しているため、家族はいない。映画が終盤に向かうにつれてナインソルジャー、恋人となったデステニーを失った事で戦う意味を完全に失った事から闇堕ちし、最後のソウルフューチャーを自ら砕いて『超空洞ヴォイド』に変身、光の国を滅ぼして『滅びゆく物語』の物語は幕を閉じる。
ナツ子に対しては「アーニメーター」の力に最初は戸惑うも、共に戦いを通して交流を深めるうちに映画では描かれなかった様々な感情を揺り動かされ、特に恋愛感情を自覚していき、第8話にてヴォイドの戦闘中に告白した。しかし第10話では「ヴォイドを呼び寄せているのはナツ子」というデマに煽られた住民からナツ子が迫害された末に、ユニオと共にヴォイドに吸い込まれて消滅した所を目の当たりにしたこと、その後、ナツ子のタップが消えてしまうのを目の当たりにした事から絶望し、『滅びゆく物語』のクライマックス同様に闇堕ちし、最後のソウルフューチャーを自ら砕き、『超空洞ヴォイド』に変身、光の国を滅亡寸前にまで追い込むも、ナツ子が描いたルークの一撃を受け、元の姿に戻った。その後は現実へ戻るため消えゆくナツ子を抱きしめながら、いつか必ずナツ子に会いに現実世界へ行く事を彼女に誓った。
ユニオ
声 - 釘宮理恵
ナインソルジャーの一員。獣の国出身で、ルークの守護獣。額から角を生やした一角獣で、普段は二頭身だが成馬の姿に変身出来る。明るい性格であり、趣味はパーティでナンパすること。自分のことをモテると思っており、それゆえ常に初恋し続けている。大爆発に遭うと前身が地面に埋まった状態で覚醒するのがお約束。
ルークと同じ誕生日に生まれ、その時からルークを守護し続けている。ルークの相棒にして親友である。
映画内ではヴォイドの大群から仲間を護るために自爆魔法を使用し、ナインソルジャーでは最初の犠牲者となっていた。突如現れたナツ子には嫉妬心を抱き、「黒毛」と呼ぶなど憎まれ口を叩いては、ナツ子に角を掴まれ振り回されている。オープニングタイトルでもデフォルメされたナツ子とユニオの喧嘩が見られる。ナツ子の力は認めており、彼女が重傷を負った際はメメルンと共に回復魔法で救っている。
ナツ子に振り回されても折れなかった角が第6話では戦闘中に折れ、変身能力が不安定な状態になった。その後、折れた角はナツ子に回収され髪留めとして使用されている。第9話では自爆魔法を使おうとしたところ、ナツ子が捨てた書き殴りの紙が起こした過剰な爆発に吹き飛ばされ、自爆を阻止された。第10話ではナツ子を助けようとして一緒にヴォイドに吸引され消失するも、ナツ子と同じくヴォイドの空間内で生きており、彼女が所持していた折れた角の光を辿って塞ぎこんでいたナツ子を見つけ出し、幼い頃から共に居たルークがナツ子によって変わり、救われた事からナツ子の絵が好きという想いを伝えた事で、ナツ子自身がルークに救われた事を思い出させ、彼女が再起するキッカケを作った。
最終話ではメメルンが開いたヴォイドの傷口からナツ子と共に脱出。『超空洞ヴォイド』に変身したルークを救う為、メメルンと共に結界魔法でナツ子を支援するが、超空洞ヴォイドの猛攻に耐え切れず、メメルンと共に消滅するも、ナツ子がルークを元に戻すことに成功し、世界中に新たなソウルフューチャーを誕生させたことから復活。ナツ子と元に戻ったルークの姿を見て涙を流した。
メメルン
声 - 鈴木みのり
ナインソルジャーの一員。風の国出身の数百年を生きるエルフ。趣味は特になく、初恋は遥か昔に忘れ去ったらしい。
高等な魔法を扱うことができ、戦闘の際は魔法の弓で後方から支援を行なう。常に冷静沈着で、感情を表に出さない。ナインソルジャーと同時に、街の聖歌隊にも所属している。
映画内では物語終盤に『超空洞ヴォイド』に変身し、国を滅ぼそうとした所、正体を知らなかったルークに倒される。ナツ子はメメルンが『超空洞ヴォイド』に変身する事は知っていたものの、その経緯は映画内では描写されていない為、真相を知るためにルークと共に後を付けたところ、数百年の時を生きる内に出会いと別れを繰り返した事から世界の終末を望むようになり、聖歌隊の練習と偽りながら『超空洞ヴォイド』を召喚させようとするヴォイド教信徒達と共に手を組み、世界を滅ぼそうとしていた事が判明した。
第9話で負傷した片目を眼帯で隠し、第10話ではエルフたちと禁断魔法を準備する間にヴォイドの大攻勢に遭い、ナツ子とユニオの消失でパニックに陥ったルークを正気に戻そうとルークの頬を叩く。
最終話ではヴォイドの光る傷口に矢を打ち込み、ナツ子とユニオを脱出に導く。その後は『超空洞ヴォイド』に変身したルークを救う為、ユニオと共にナツ子を支援するが、超空洞ヴォイドの猛攻に耐え切れず、最後の一撃を放ち消滅するも、ナツ子がルークを元に戻すことに成功し、世界中に新たなソウルフューチャーを誕生させたことから復活。聖歌隊の仲間と再会を喜び合った。
QJ
声 - 陶山章央
ナインソルジャーの一員。機械仕掛けの国出身。趣味は勇者の館の畑で野菜作りをすること。5歳の時、隣に住んでいた草刈り機のお姉さんを見て初めて恋をする。特技は天気予報。
主に情報収集と分析を担当する。ナインソルジャーの頭脳を自称しているが、肝心な時にスリープモードになるため、ナツ子やユニオからはポンコツ扱いされている。一応頭から光る剣を伸ばし闘う事が出来るが、戦闘力は強くない。
映画内ではナインソルジャー内では最後まで生き残るも、ナツ子が作画したキャラクターをコピーしたヴォイドの軍勢たちからルークたちを護るため、ナツ子に後を託して空中要塞ヴォイドに特攻し、命を落としてしまった。第10話ではヴォイドの接近に反応するQJが不在のため、メメルンがQJの亡骸の修復を試みる間に多数のヴォイドの侵入を許してしまう。
最終話ではメメルンと聖歌隊の仲間たちの手で修復され、復活。『超空洞ヴォイド』に変身したルークを救う為、消滅する寸前までナツ子を鼓舞した。その後はナツ子がルークを元に戻すことに成功し、世界中に新たなソウルフューチャーの反応を確認し、皆に知らせた。
ジャスティス
声 - 朴璐美
元ナインソルジャーの一員である龍人。嘗ての仲間には内密にしているが今は羽根を痛めて飛べなくなっており、戦いから身を引いて絶望地区で落ちぶれた暮らしをしている。
第6話では、ナツ子と机を抱えながら痛めた羽根を駆使して飛行し、ヴォイド討伐に一役買った。その後はデステニーの孤児院で共に子供たちの世話をしている。
最終話では『超空洞ヴォイド』に変身したルークの攻撃から最期までデステニーと孤児院の子供たちを身を挺して護り切り、消滅するも、ナツ子がルークを元に戻すことに成功し、世界中に新たなソウルフューチャーを誕生させたことから復活。デステニーと再会を喜び合い、痛めていた翼も元通りになっている。
デステニー・ハートウォーミング
声 - 石見舞菜香
映画のヒロイン。最後の町の町長の娘で、箱入り娘として育てられていた為、映画では終盤までルークをナインソルジャーの一員と気づかなかった。
健気で優しい性格であり、常に人のために尽くそうとする。しかしこの行動が逆にトラブルを引き起こす時もあるため、ナツ子からは無自覚なトラブルメーカーとして警戒されていた。映画内ではルークと恋に落ちるがヴォイドに殺され、ルークが闇落ちする原因の一つとなる。
第5話で再登場した際には自らの手で孤児院を建てるため婚約を破談しており、『サーバルキャットマスク』のコスプレをするようになる。さらにコスプレに合わせる為に身体を鍛えたため、マッシヴな体型となっていた。しかし第10話ではヴォイドの襲撃により孤児院を続けていく事が困難になった事から、支援を受ける為に理事長の婚約を受け入れてしまった。
最終話では『超空洞ヴォイド』に変身したルークの攻撃から最期まで孤児院の子供たちを身を挺して護り切り、消滅するも、ナツ子がルークを元に戻すことに成功し、世界中に新たなソウルフューチャーを誕生させたことから復活。ジャスティスと再会を喜び合った。
メグ
声 - 小坂井祐莉絵
街の聖歌隊に所属するエルフ。11話ではメメルン、サリーと共にバラバラになったQJのパーツをくみ上げ、最終話で落盤に巻き込まれてしまうも、QJを復活させる事に成功する。その後はナツ子がルークを元に戻すことに成功し、世界中に新たなソウルフューチャーを誕生させたことで復活し、メメルンと再会を喜び合った。
サリー
声 - 樫野凪
街の聖歌隊に所属するエルフ。
理事長
声 - 諏訪部順一
資産家の男。8人のワイフがいる。
映画内ではデステニーを9人目のワイフにしようと孤児院創設を餌に婚姻を申し込むも、ヴォイドの襲撃でワイフ達と逃げ出した。
最終話では『超空洞ヴォイド』に変身したルークの攻撃でワイフたち共々消滅してしまうが、その後はナツ子がルークを元に戻すことに成功し、世界中に新たなソウルフューチャーを誕生させたことで復活。ワイフたちと再会を喜び合った。
8人のワイフを全員大切にしているらしく、消滅前も心配し避難を促していた上、ワイフ達も逃げ出さずに彼のそばを離れなかった事から、好色ではあるが決して悪人では無い事が窺える。

## 作中に登場する作品
作品の中では名作アニメに対するオマージュを思わせるシーンが描かれているとファンの間では話題になっている。
『滅びゆく物語』
ナツ子が小学生の頃から観ていた鶴山亀太郎監督の劇場アニメ。公開は2006年前後。宣伝コピーは「虚無が来る！」。世界の破滅を阻止するべく、昆虫状の巨大生物「ヴォイド」と、9つの国から集められた9人（？）の勇者「ナインソルジャー」との死闘を描くストーリー。既に8つの国が滅び、滅んだ国々の生存者は砂漠に囲まれた「最後の街」に逃げ込み暮らしている。勇者もある者は戦死、ある者は心身を傷めて離脱し、第1話から登場する4人に減った。
勇者が自己嫌悪と疑心暗鬼に呑まれてダークサイドに転落し、自らの手で世界を破壊するバッドエンディングで、興行的に失敗したことから世間では駄作扱いだが、9歳の頃に初めて観たナツ子は夢中になり、22歳になっても執着している。監督が食中毒で孤独死したという訃報を知り衝撃を受けたナツ子は直後に消費期限の過ぎたはまぐり弁当を食べて倒れ、死ぬ間際に本作の実写版を思い描き、ルーク役の俳優にアクションができるイケメンとして「仮面ライダーをやっていた頃の要潤」と言い残す。
ナツ子はセリフや場面展開だけでなく設定資料集も暗記しているので、アニメの中の世界では予言や召喚術の使い手と認識されている。ナツ子が所属するSTUDIOコンコンの社長・福島ナオミが13年前にスタッフとして関わっており、彼女をモデルにしたキャラクターが登場する。
最終話ではナツ子が物語の結末そのものを全修し、新たなソウルフューチャーを9つの国に蘇らせ、さらに先立って行ったナインソルジャーの面々も復活させた。
『スケバン魔法少女暗黒学園』
ナツ子が監督デビューしたテレビアニメ。スケバンが魔法を駆使して悪人を次々に成敗する内容。社会現象となり大ヒットしたため、次回作『初恋 ファーストラブ』も期待されることとなる。
『初恋 ファーストラブ』
テレビで成功したナツ子が企画書の段階で監督を引き受けた劇場アニメ。オリジナル作品のためナツ子が脚本まで抱え込んだが、人を好きになった経験がないナツ子は初恋を理解できないため、作業が停まっている。
ヴォイドに吸引され陥った空間で見知った人々だけでなく、書き始めてもいない『初恋 ファーストラブ』のヒロイン（声 - 鬼頭明里）にも罵られたナツ子は、作品作りが進まない苦しみを思い出し「死んだとき、本当はホッとしたんだ」とつぶやいた。
最終話では無事に完成。劇場公開されており、大ヒット作品となっている。宣伝コピーは「今日は昨日で、明日は、今で、ずっと夏。」。
『サーバルキャットマスク』
鶴山亀太郎監督が携わった1989年のテレビアニメ。主人公は山猫の覆面を被ったプロレスラー。ナツ子は会社の壁に貼ってあったポスターを倒れる直前に見ており、第3話でサーバルキャットマスクを召喚してヴォイドを粉砕しただけでなく、デステニーに新たな人生を拓かせた。
『うたう☆メンズアイドル』
略して『うた☆メン』。5人の美少年アイドルを主人公にした2015年のテレビアニメで、ナツ子が初めて原画で参加した作品。第4話で超空洞ヴォイドを到来させ世界を消し去ろうと儀式を行っていたメメルンの前にナツ子はメインキャラクターの「超実在イグジスト」を召喚し、メメルンとのミュージカルシーンを展開させ、生きる希望を失っていたメメルンに「永遠に生きる者（イグジスト）の推し活」という希望を与えた。
『移動戦士イクダス』
鶴山亀太郎監督作のロボットアニメ。第8話にてナツ子が召喚し、ルークと共にヴォイドと戦った。

## スタッフ
- 原作 - 山﨑みつえ、うえのきみこ、MAPPA[8]
- 監督・音響監督 - 山﨑みつえ[8]
- 副監督 - 野呂純恵[8]
- シリーズ構成・脚本 - うえのきみこ[8]
- キャラクター原案・世界観設定 - 辻野芳輝[8]
- キャラクターデザイン - 石川佳代子[8]、高原修司（滅びゆく物語パート[注 1]）
- サブキャラクターデザイン - ヒラタリョウ、堀内修（第1話・第5話・第9話）、みき尾（第3話）、辻野芳輝（第5話・第8話）、安食圭（第5話）、黒木涼之介（第5話）
- プロップデザイン - みき尾、藤純、ヒラタリョウ（第2話・第3話・第6話・第7話・第10話・第12話）、濱中朋子（第4話 - 第6話・第8話 - 第12話）
- 色彩設計 - 末永絢子[8]
- 美術設定・美術監督 - 嶋田昭夫[8]
- 撮影監督 - 藤田健太[8]
- 3DCGディレクター - 鈴木友里恵
- 編集 - 武宮むつみ[8]
- 音響効果 - 白石唯果
- 音響制作 - dugout[8]
- 音楽 - 橋本由香利[8]
- チーフプロデューサー - 林田師博、山口慶、紅谷佳和、外川明宏、植木達也、長渕陽介
- プロデューサー - 尾田賢太、池田智和、山内未來、萩原美香、穂坂崇徳、片山陽
- アニメーションプロデューサー - 小川崇博[8]
- プロデュース - ツインエンジン[8]
- 制作 - MAPPA[8]
- 製作 - 全修。製作委員会[8]

## 主題歌
「Zen」
BAND-MAIDによるオープニングテーマ。作詞はSAIKI、作曲・編曲はBAND-MAID。
最終話ではエンディングテーマとして使用された。
「ただ、君のままで」
Souによるエンディングテーマ。作詞・作曲・編曲は瀬名航。

## 各話リスト
| 話数   | サブタイトル | 絵コンテ                     | 演出                                    | 作画監督 | 総作画監督                                      | 初放送日      |
| ------ | ------------ | ---------------------------- | --------------------------------------- | --- | ----------------------------------------------- | ------------- |
| 第1話  | 始線。       | 山﨑みつえ                   | 野呂純恵                                | 早川加寿子 泉坂つかさ 中本尚 | 石川佳代子                                      | 2025年 1月5日 |
| 第2話  | 死守。       | 吉田りさこ 板野一郎 [ 注 2 ] | 近藤愛                                  | かわむらあきお 野崎真一 邱明哲 Shin Eun-ah 泉坂つかさ 早川加寿子 今岡大                                                                 | 高原修司                                        | 1月12日       |
| 第3話  | 運命。       | ソエジマヤスフミ             | ソエジマヤスフミ                        | 日高真由美 島本のん 加藤久美子 中村和代 𠮷田肇 Shin Eun-ah Park Seo-jeong So Eun-ji 所沢映画 原涵妮 李文竜 孫一銘 包佳儀                | 石川佳代子 住本悦子                             | 1月19日       |
| 第4話  | 永遠。       | 山﨑みつえ                   | 石川依穂                                | 青木昭仁 野崎真一 和田伸一 LEE SI MIN                                                                                                   | 石川佳代子 早川加寿子                           | 1月26日       |
| 第5話  | 正義。       | 今田真司                     | 今田真司                                | 加藤雅之 島田千裕 菅原浩喜 中本尚 村上竜之介 山田香央里 邱明哲 Shin Eun-ah Hong Hyeon-suk                                               | 石川佳代子 工藤裕加 陳韋寧                      | 2月2日        |
| 第6話  | 変化。       | 大峰輝之 小林寛              | 松田清 岡本泰知                         | かわむらあきお 日高真由美 宗崎暢芳 和田伸一 住本悦子 中熊太一 金子昌司 菅原浩喜 立石良子 柴田志朗 所沢映画 萩原旭 孫一銘 蘇子緯         | 石川佳代子 住本悦子                             | 2月9日        |
| 第7話  | 初恋。       | 五十嵐季旺                   | 五十嵐季旺                              | 所沢映画 萩原旭 東南枝 蘇卓明 周鵬 孫一銘 包佳儀 林卓宇 殷鈞濤 湯君琰 田羽晗歌 孑立君 Shin Eun-ah Hong Hyeon-suk 李晨晨 薛雨欣 島田千裕 | 石川佳代子 早川加寿子                           | 2月16日       |
| 第8話  | 告白。       | イムガヒ                     | イムガヒ                                | 中村和代 杉野信子 加藤雅之 野崎真一 邱明哲                                                                                              | 石川佳代子 陳韋寧                               | 2月23日       |
| 第9話  | 勇者。       | 松田清 吉田りさこ 五十嵐季旺 | 野呂純恵                                | 片山みゆき 加藤雅之 かわむらあきお 金子昌司 嶋田俊彦 柴田志朗 Shin Eun-ah Kim Hyeon-ah Park Seo-jeong                                   | 石川佳代子 住本悦子                             | 3月2日        |
| 第10話 | 混乱。       | 今田真司                     | 山﨑みつえ 圡屋陽平 三宅和男 下司康弘   | 金田栄二 青木昭仁 野崎真一 林珠銀 立石良子 かわむらあきお 菅原浩喜 金子昌司 邱明哲 廖家楽人 Shin Eun-ah 蘇子緯 蘇卓明 沈奕婷 東南枝     | 石川佳代子 秋田学 陳韋寧                        | 3月9日        |
| 第11話 | 絶望。       | 宍戸淳                       | 宍戸淳                                  | 島田千裕 末澤卓哉 林珠銀 和田伸一 所沢映画 原涵妮 巻毛鼠 林卓宇 東南枝 沈奕婷 周鵬 殷鈞濤 蘇卓明                                        | 石川佳代子 早川加寿子 高原修司 住本悦子 張昀    | 3月16日       |
| 第12話 | 全修。       | 山﨑みつえ 小林寛            | 山﨑みつえ 野呂純恵 石川依穂 五十嵐季旺 | 中熊太一 中村和代 日高真由美 立石良子 野崎真一 吉崎雅博 和田伸一 邱明哲 墨錦 蘇子緯 蘇卓明 湯君琰 姚佳男 東南枝 殷鈞濤 周鵬 巻毛鼠      | 石川佳代子 秋田学 張昀 陳韋寧 住本悦子 高原修司 | 3月23日       |

## 放送局
| 放送期間                   | 放送時間                     | 放送局                               | 対象地域                                                    | 備考                      |
| -------------------------- | ---------------------------- | ------------------------------------ | ----------------------------------------------------------- | ------------------------- |
| 2024年1月5日 - 3月23日     | 日曜 23:45 - 月曜 0:15       | テレビ東京（製作参加） ほか系列全6局 | 北海道・関東広域圏・愛知県・ 大阪府・岡山県・香川県・福岡県 |                           |
| 2025年1月8日 - 3月26日     | 水曜 23:30 - 木曜 0:00       | AT-X                                 | 日本全域                                                    | CS放送 / リピート放送あり |
| 2025年1月11日 - 3月29日    | 土曜 0:59 - 1:28（金曜深夜） | BSテレ東                             | 日本全域                                                    | BS/BS4K放送               |
| 全放送局で字幕放送を実施。 |                              |                                      |                                                             |                           |

| 配信開始日   | 配信時間        | 配信サイト | 備考         |
| ------------ | --------------- | --- | ------------ |
| 2025年1月5日 | 日曜 23:45 更新 | Amazon Prime Video | 見放題配信   |
| 2025年1月6日 | 月曜 23:45 更新 | DMM TV U-NEXT アニメ放題 ABEMA バンダイチャンネル Netflix dアニメストア （本店・ ニコニコ支店 ・for Prime Video） Hulu TELASA J:COM STREAM Pontaパス milplus WOWOWオンデマンド FOD FODチャンネル for Prime Video Lemino アニメタイムズ | 見放題配信   |
|              |                 | ビデオマーケット music.jp カンテレドーガ Rakuten TV milplus TELASA J:COM STREAM HAPPY!動画 | 各話購入配信 |
|              |                 | TVer ネットもテレ東 | 見逃し配信   |

## BD
| 巻 | 発売日        | 収録話         | 規格品番   |
| -- | ------------- | -------------- | ---------- |
| 1  | 2025年3月26日 | 第1話 - 第4話  | EYXA-14679 |
| 2  | 2025年4月30日 | 第5話 - 第8話  | EYXA-14680 |
| 3  | 2025年5月28日 | 第9話 - 第12話 | EYXA-14681 |